# Shang-Chi (Universo cinematográfico de Marvel)
Xu Shang-Chi  es un personaje ficticio interpretado por Simu Liu en el Universo cinematográfico de Marvel (UCM) basada en el personaje de Marvel Comics del mismo nombre. En la franquicia, Shang-Chi es el hijo de Ying Li, la guardiana de la aldea mística de Ta Lo y Wenwu, el fundador y primer líder de la organización terrorista Diez Anillos. Entrenado para ser un artista marcial altamente calificado y asesino por su padre, junto con su hermana Xialing, Shang-Chi dejó los Diez Anillos para llevar una vida normal en San Francisco, solo para regresar al mundo que dejó atrás cuando Wenwu lo busca. Después de viajar al hogar de su madre de Ta Lo y confrontar a su padre, Shang-Chi recibe los diez anillos de Wenwu y junto con la Gran Protectora, la dragona y guardiana de Ta Lo, unen fuerzas para enfrentarse a un gran demonio conocido como el Morador de la Oscuridad.
Shang-Chi ha sido considerado el primer superhéroe asiático en liderar una película de gran presupuesto, y la interpretación de Liu ha sido recibida positivamente. Apareció por primera vez en Shang-Chi y la leyenda de los Diez Anillos (2021) y regresará en la secuela de la película. Unas versiones alternativas del personaje aparecerán en la tercera temporada de What If...? (2024) y la serie animada Marvel Zombies (2025).

## Caracterización

### Inspiraciones y disipación de estereotipos
Al ser ambos de ascendencia asiática, Cretton y Callaham eran conscientes de algunos de los estereotipos raciales que rodean a Shang-Chi en los cómics, y Liu dijo que todos los involucrados eran "muy sensibles a no entrar en territorio estereotipado". Cretton creía que el guion resultante de Shang-Chi y la leyenda de los diez anillos era una "actualización realmente hermosa" del personaje con respecto a lo que comenzó en los cómics, y era una historia auténtica sobre la identidad asiática. Callaham añadió que "no existe una única voz asiático-americana", y él y Cretton contemplaron cómo la película podría dirigirse a "la diáspora asiática en general" y sería "emocionante y entretenida, pero también personal para todas estas personas". Cretton comparó a Shang-Chi con Will Hunting de Good Will Hunting (1997), que es una "mezcla de masculinidad y vulnerabilidad", y señaló que ambos personajes tenían secretos y superpoderes que no comprenden, mientras que Liu creía que Las luchas de Shang-Chi con la identidad eran el núcleo del personaje, más que sus habilidades en artes marciales.
Cuando lo contactaron para interpretar el papel, Liu quería que la película "permitiera a la sociedad ver a los hombres asiáticos como poderosos, deseables y una aspiración de posibilidades". Liu utilizó experiencias de niño luchando contra estereotipos y 'microagresiones como identificables con el arco del personaje de Shang-Chi de llegar a un acuerdo con su herencia. También buscó disipar los estereotipos originados en las películas de Bruce Lee de la década de 1970 de que todos los hombres asiáticos conocen artes marciales, dejando claro en una leyenda de Instagram que "los actores asiáticos no sólo practican kung fu; sino Shang-Chi lo hace. Es una de las muchas cosas que dan cuerpo a su personalidad, pero es sin duda la más desafiante desde una perspectiva física". A pesar de saber poco sobre el personaje al principio, Liu se tranquilizó al principio de la producción de Shang-Chi y la leyenda de los Diez Anillos que "estaba muy claro desde el principio que [Cretton] estaba comprometido a contar la historia del origen de un héroe [que] no era estereotipado, ni un tropo, que era completamente tridimensional y tenía una perspectiva completamente modernizada [2021] de historia de origen. Además de Bruce Lee, también citó a Jet Li como una de sus inspiraciones a la hora de abordar el personaje.

### Evolución del personaje y estilo de lucha
Shang-Chi deja la organización de los Diez Anillos para llevar una vida normal en San Francisco, con el director Destin Daniel Cretton caracteriza a Shang-Chi como un pez fuera del agua en los EE. UU. que intenta ocultarlo con su carisma, y no sabe "quién es realmente". Shang-Chi cambia su nombre a "Shaun" mientras vive en San Francisco.
Para una de las primeras secuencias de la película en la que Shang-Chi lucha contra los asesinos de los Diez Anillos, Cretton se inspiró en gran medida en las obras de Jackie Chan, trabajando en estrecha colaboración con los coreógrafos Brad Allan y Andy Cheng, quienes fueron entrenados en el equipo de especialistas de Chan. Cretton declaró que su momento favorito de la secuencia fue "El truco de la chaqueta... cuando puede quitarse la chaqueta, darle vuelta y volver a ponérsela. Es un guiño directo a Jackie Chan del equipo de especialistas de Jackie Chan".

## Biografía del personaje de ficción

### Primeros años
Xu Shang-Chi nació de Xu Wenwu, el antiguo líder de la organización Diez Anillos, y Ying Li, una guardiana de la aldea mística de Ta Lo en un universo alternativo. La infancia de Shang-Chi fue feliz, con su padre renunciando a sus costumbres criminales para pasar tiempo con su familia y su madre entreteniéndolo a él y a su hermana Xialing con cuentos de su aldea. Cuando Li es asesinada por Iron Gang, viejos rivales de los Diez Anillos, Wenwu toma sus diez anillos místicos y lleva a Shang-Chi con él al escondite de Iron Gang, donde procede a masacrar brutalmente a la pandilla. Wenwu reactiva la organización de los Diez Anillos y entrena a Shang-Chi en artes marciales como un asesino bajo la tutela brutal de Death Dealer. A la edad de 14 años, Shang-Chi es enviado a una misión para matar al líder de Iron Gang y vengar a su madre. A pesar de su éxito, Shang-Chi queda traumatizado por la terrible experiencia y huye a San Francisco para asumir una nueva vida, adoptando el nombre de "Shaun". Deja a su hermana menor Xialing con su padre. Mientras asistía a la escuela secundaria, Shang-Chi se hizo amigo de Katy, estableciendo una estrecha amistad hasta la edad adulta.

### Enfrentando su pasado y legando los Diez Anillos

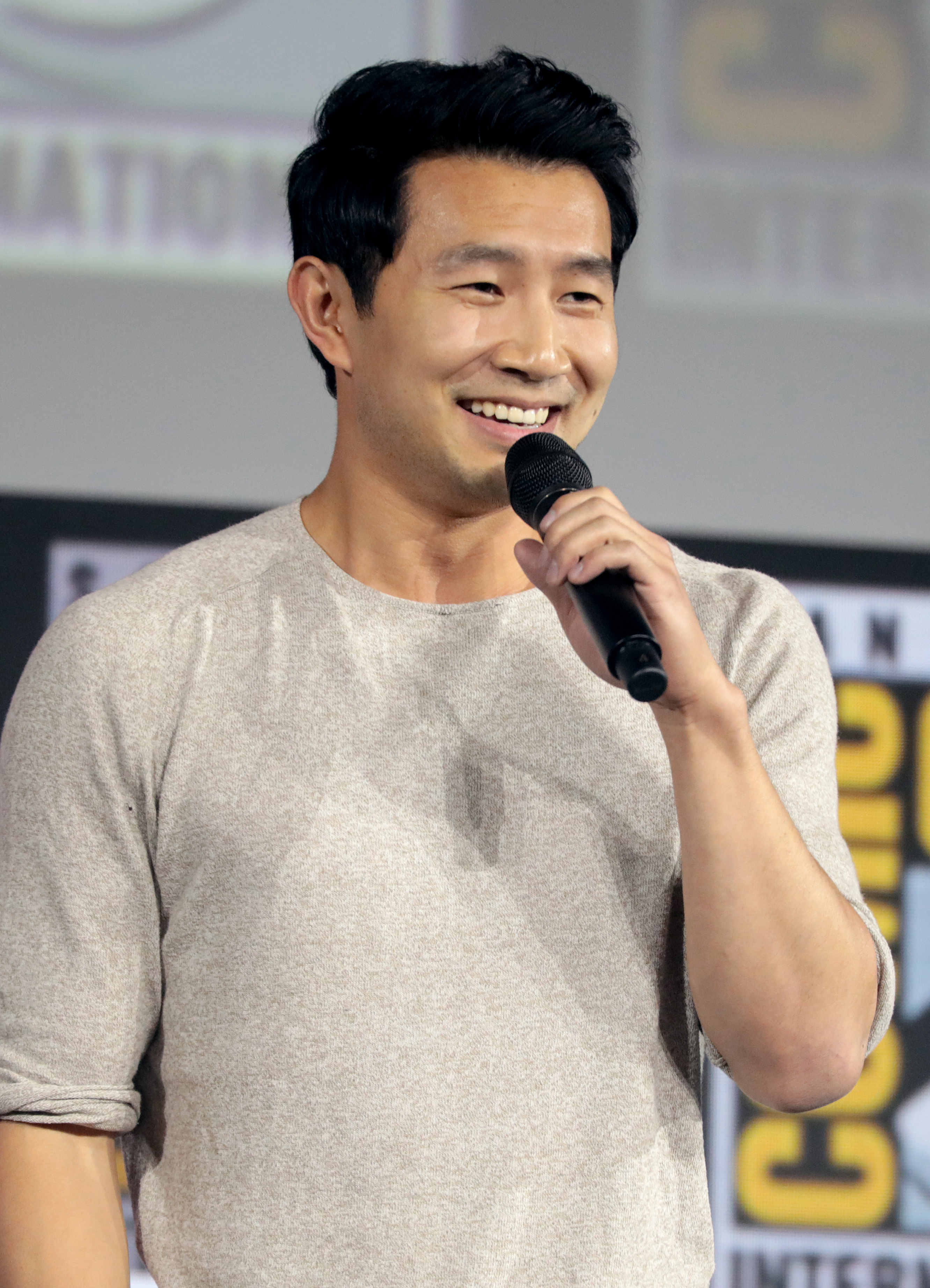
Simu Liu promocionando Shang-Chi y la leyenda de los Diez Anillos en la San Diego Comic-Con de 2019

Diez años después, en la actualidad, Shang-Chi trabaja como valet de hotel, junto a Katy. Durante una cena con su amiga Soo y su esposo, John, Soo les dice que hagan algo por mencionar El Blip. Poco después, Shang-Chi es atacado por los Diez Anillos liderados por Razor Fist. Shang-Chi lucha contra ellos pero pierde el colgante que le regaló su madre. Temiendo que los Diez Anillos ataquen a Xialing por su colgante, Shang-Chi la rastrea y le revela su pasado a Katy, quien acepta ayudarlo. Encuentran a Xialing en su club de lucha clandestina en Macao, pero son atacados por los Diez Anillos liderados por Death Dealer, con Wenwu llegando para capturar a Shang-Chi, Katy, y Xialing después de terminar la pelea. El trío es llevado al complejo de los Diez Anillos, donde Wenwu revela que cree que Li todavía está viva y está retenida en Ta Lo, usando los dos colgantes para crear un mapa que puede usarse para ingresar a la aldea. Wenwu planea destruir la aldea después de liberar a Li y encarcela a Shang-Chi y los demás cuando se oponen a sus planes.
El trío escapa del complejo con la ayuda de Trevor Slattery y su hundun compañero Morris y conducen hasta Ta Lo para advertir a la aldea sobre los Diez Anillos. En Ta Lo, Shang-Chi conoce a su tía y a la hermana de Li, Ying Nan, quienes explican la historia de Ta Lo y revela que Wenwu está siendo manipulado por el Morador de la Oscuridad haciéndole creer que Li todavía está viva, por lo que usará los anillos para romper el sello que lo aprisiona. Nan le regala a Shang-Chi un traje elaborado con las escamas del dragón rojo de la Gran Protectora, la dragona guardiana de Ta Lo, y le enseña el estilo de lucha de Ta Lo. Shang-Chi defiende la aldea con sus nuevos aliados cuando Wenwu y los Diez Anillos llegan para destruir el sello. Shang-Chi lucha contra su padre, pero es derrotado y arrojado a un lago. Shang-Chi es revivido por la Gran Protectora y usa sus nuevos poderes para desarmar a Wenwu.
Después de que el Morador escapa de su sello, Wenwu se sacrifica para salvar a Shang-Chi del Morador y lega los diez anillos a Shang-Chi, quien los usa y el estilo de lucha Ta Lo para destruir al Morador. Más tarde, Shang-Chi hace una linterna de papel y la enciende en memoria de su padre.
Shang-Chi y Katy regresan a San Francisco y cenan con sus amigos, Soo y John, nuevamente. Ellos son interrumpidos por Wong, el Hechicero Supremo de los Maestros de las Artes Místicas, quienes lo vieron en el club de lucha clandestina y lo siguen a través de un portal a Kamar-Taj. Ellos se les presenta a Bruce Banner y Carol Danvers a través de un holograma. Wong, Banner y Danvers descubren que los anillos están emitiendo una señal misteriosa a una ubicación desconocida y Wong promete seguir investigándola. Banner le da la bienvenida a Shang-Chi al mundo de los superhéroes. Después de que Banner deja la llamada, Wong le dice a Shang-Chi que esté preparado ya que su vida ha cambiado. Shang-Chi luego sugiere que vayan a un bar en San Francisco, y él, Katy y Wong cantan karaoke juntos.

## Versiones alternativas
Otras versiones de Shang-Chi se representan en las realidades alternativas del multiverso MCU en la serie What If...?.

### Guerra Gamma
En un 2024 alternativo, Shang-Chi fue reclutado por Sam Wilson/Capitán América para unirse a él contra Apex Hulk y su ejército de engendros gamma. Durante la batalla de Nueva York, Shang-Chi luchó junto a Marc Spector/Caballero Luna, Monica Rambeau, Bucky Barnes, Nakia y el Guardián Rojo usando el Protocolo Poderoso Vengador. Después de ser dominado, él y los demás vieron cómo Banner se convertía en Mega-Hulk para derrotar a Apex.

### Vaquero de 1872
En un 1872 alternativo, Shang-Chi vivía en el Salvaje Oeste y era un vaquero apodado los Diez Puños. El se asoció con Kate Bishop y trabajó para rescatar a los inmigrantes chinos secuestrados por The Hood. También buscó encontrar a su hermana Xialing, quien desapareció después de enfrentarse a The Hood. Un día, Shang-Chi irrumpió en un salón y se enfrentó al forajido John Walker sobre el paradero de The Hood. Él y Bishop descubrieron una ciudad destruida y rescataron a un niño chino llamado Kwai Jun-Fan, quien les contó sobre un tren fantasma y les pidió unirse a ellos. Ellos localizaron el tren y subieron a bordo, donde fueron recibidos por el aliado de The Hood, Sonny Burch, y sus hombres. Cuando el tren llegó a la base de The Hood, le dijeron a Shang-Chi que se encontrara con The Hood solo. Después de una pelea, Shang-Chi se enteró de que The Hood era Xialing, quien mató y reemplazó al Hood anterior y estaba reclutando inmigrantes por la fuerza para derrocar al gobierno de los EE. UU. en represalia por el mal trato a los chinos. Shang-Chi decidió no luchar más contra ella, pero cuando Xialing intentó matarlo, fue asesinada por Bishop. Shang-Chi y Bishop regresaron a Jun-Fan y a los inmigrantes a su hogar, donde los habitantes del pueblo celebraron la derrota de Hood, antes de decidir seguir buscando aventuras.

### Otros universos
En otro universo alternativo, Shang-Chi se convirtió en la versión de Star-Lord de esa realidad.

## Recepción
Karen Rought de Hypable elogió la decisión de que Shang-Chi ya sepa quién es y qué puede hacer desde el principio, en contraste con muchas historias de origen familiares que se ven en otros cómics. películas. Sobre esto, Rought señaló que "sí, esta es una historia de origen, pero se trataba más de autoaceptación que de autodescubrimiento... eso fue un soplo de aire fresco para la primera película sobre un nuevo personaje en el UCM". Ella describió la interpretación de Liu del personaje como "nos ofrece una dicotomía perfecta en su papel... Es un tipo normal, tonto y de cara amable que esconde un secreto". Justin Chang de NPR se vio atraído por el personaje por su complicada relación con Wenwu, diciendo que "[Shang-Chi] tiene una rivalidad complicada, vagamente edípica, con su padre, quien lo convirtió en la máquina de lucha que es y lo sometió. a todo tipo de manipulación y abuso cruel", destacando las "profundidades de... trauma" del personaje. Herb Scribner de Deseret calificó a Shang-Chi de "absolutamente excelente" y que "necesita estar presente en las películas de Marvel en el futuro previsible". Scribner sintió que "como Shang-Chi, Liu sigue la línea de un joven que intenta encontrar su camino y un joven vulnerable que intenta encontrar a su familia" y comparó favorablemente al personaje con otros personajes principales del MCU, incluido Thor y Bruce Banner.
Después de los comentarios de una entrevista de 2017 en la que Liu hizo referencia a que sus padres le dijeron que China era un país del "tercer mundo" donde la gente "moría de hambre", se publicó un comunicado chino de Shang-Chi y la leyenda de los Diez Anillos se volvió improbable. Esto llevó a muchos fanáticos chinos a expresar su decepción por no poder ver la película, citando como positiva la decisión de la película de eliminar elementos controvertidos de los personajes relacionados con Shang-Chi.

## Futuro
Liu ha dicho que "no tiene conocimiento alguno de los planes futuros de Marvel para este personaje o cualquier otro personaje", pero le gustaría regresar para una adaptación de "Spider-Island", un cómic que describió como una "historia muy famosa en la que Shang-Chi y Spider-Man tienen un pequeño momento de equipo" y que le gustaría que Shang-Chi entrenara a Spider-Man en el "Camino de la Araña". En una entrevista en el podcast Phase Zero, Liu también mostró interés en protagonizar un futuro episodio de What If...? ya que eso le permitiría experimentar con el personaje en formas que no se le permitiría abordar en la película. En enero de 2022, un mes después de que se anunciara la secuela de Shang-Chi y la leyenda de los Diez Anillos, Liu dijo que quería que la película explorará lo que haría su personaje con su "nuevo poder" de los diez anillos, así cómo también encaja en un UCM más grande.